# Galaxa
Galaxa of de fee van het licht is de tegenpool van de duisternis (of Bahaal) in de stripreeks De Rode Ridder.

## Omschrijving
Haar eerste optreden was in het album De toverspiegel, waar Galaxa leefde in een eigen wereld met talloze dwergen als onderdanen. Johan de Rode Ridder bevrijdde haar van het monster Gorgontar en doodde de roverhoofdman Boggolt (die eigenlijk Bahaal zelf was). Hiervoor moest Galaxa wel haar leven op Aarde opofferen waardoor ze nu slechts af en toe uit de hoge hemelen naar beneden komt om Johan bij te staan.
Vanuit haar Hemelse rijk heeft Galaxa steeds de onderwereld in haar vizier. Haar toverkunsten zijn ongekend, ze is krachtig en kan heel goed met wapens omgaan. Verder is ze bijzonder listig en weet ze de menselijke geest te doorgronden. Telepathische krachten zijn haar niet vreemd. Het gebeurt meermaals dat zij tijdelijk bezit neemt van een ander, echter nooit zonder eerst te vragen en nooit met kwade bedoelingen. Wanneer de strijd tussen haar en de duisternis te veel van haar krachten in beslag neemt, kan ze steeds rekenen op enkele getrouwe collegae. Zo zijn Isjtar en Morgenster steeds bereid een handje toe te steken.
In talloze albums van De Rode Ridder vormt Galaxa de tegenpool van Demoniah, de trouwste volgelinge van Bahaal, een duivelin in mensengedaante. De strijd tussen beide 'vrouwen' ontaardt uiteindelijk in het album De schemerzone waar, zonder magie, een beslissende eindstrijd wordt uitgevochten.
Het uiterlijk van Galaxa is geïnspireerd op de Oostenrijkse actrice Senta Berger.

## Spin-off
In 2022 lanceerde de Standaard Uitgeverij Galaxa, een spin-off reeks van drie albums waarin de fee van het licht de hoofdrol speelt en haar voorgeschiedenis aan bod komt.
Tekenaar Romano Molenaar, scenarist Peter Van Gucht en inkleurder Shirow Di Rosso zijn de creatieve krachten achter deze reeks. Het eerste deel verschijnt in september 2022, deel twee wordt eind dat jaar verwacht en het afsluitende album is gepland voor begin 2023.